# Formicinae
Sous-famille
Les formicinés (Formicinae) sont une sous-famille d'insectes hyménoptères de la famille des formicidés (fourmis).
Les espèces de cette sous-famille sont divisées en différentes tribus (dont 8 représentées en France).
Les genres les plus courants en Europe sont :
- Lasius  : fourmis généralement de petite taille. De noires à orange, elles sont très présentes.
- Formica  : genre évolué de bonne taille, certaines de ces fourmis (groupe rufa par exemple) développent des monticules de brindilles dans les forêts de conifères.
- Camponotus : fourmis de très grande taille qui peuvent atteindre deux centimètres.

## Classification
Liste des genres par tribu, d'après AntCat :
- Camponotini Forel, 1878 :
  - Calomyrmex Emery, 1895
  - Camponotus Mayr, 1861
  - †Chimaeromyrma Dlussky, 1988
  - Echinopla Smith, 1857
  - Forelophilus Kutter, 1931
  - Opisthopsis Dalla Torre, 1893
  - Overbeckia Viehmeyer, 1916
  - Phasmomyrmex Stitz, 1910
  - Polyrhachis Smith, 1857
  - †Pseudocamponotus Carpenter, 1930
- Formicini Latreille, 1809 :
  - Alloformica Dlussky, 1969
  - Bajcaridris Agosti, 1994
  - Cataglyphis Foerster, 1850
  - †Cataglyphoides Dlussky, 2008
  - †Conoformica Dlussky, 2008
  - Formica Linnaeus, 1758
  - Iberoformica Tinaut, 1990
  - Polyergus Latreille, 1804
  - Proformica Ruzsky, 1902
  - †Protoformica Dlussky, 1967
  - Rossomyrmex Arnol'di, 1928
- Gesomyrmecini Ashmead, 1905 :
  - Gesomyrmex Mayr, 1868
  - †Prodimorphomyrmex Wheeler, 1915
  - Santschiella Forel, 1916
  - †Sicilomyrmex Wheeler, 1915
- Gigantiopini Ashmead, 1905 :
  - Gigantiops Roger, 1863
- Lasiini Ashmead, 1905 :
  - Acropyga Roger, 1862
  - Anoplolepis Santschi, 1914
  - Cladomyrma Wheeler, 1920
  - †Glaphyromyrmex Wheeler, 1915
  - Lasiophanes Emery, 1895
  - Lasius Fabricius, 1804
  - Myrmecocystus Wesmael, 1838
  - Prolasius Forel, 1892
  - Stigmacros Forel, 1905
  - Teratomyrmex McAreavey, 1957
- Melophorini Forel, 1912 :
  - Melophorus Lubbock, 1883
- Myrmecorhynchini Wheeler, 1917 :
  - Myrmecorhynchus André, 1896
  - Notoncus Emery, 1895
  - Pseudonotoncus Clark, 1934
- Myrmoteratini Emery, 1895 :
  - Myrmoteras Forel, 1893
- Notostigmatini Bolton, 2003 :
  - Notostigma Emery, 1920
- Oecophyllini Emery, 1895 :
  - Oecophylla Smith, 1860
- Plagiolepidini Forel, 1886 :
  - Agraulomyrmex Prins, 1983
  - Aphomomyrmex Emery, 1899
  - Brachymyrmex Mayr, 1868
  - Bregmatomyrma Wheeler, 1929
  - Euprenolepis Emery, 1906
  - Lepisiota Santschi, 1926
  - Myrmelachista Roger, 1863
  - Nylanderia Emery, 1906
  - Paraparatrechina Donisthorpe, 1947
  - Paratrechina Motschoulsky, 1863
  - Petalomyrmex Snelling, 1979
  - Plagiolepis Mayr, 1861
  - Prenolepis Mayr, 1861
  - Pseudolasius Emery, 1887
  - Tapinolepis Emery, 1925
  - Zatania LaPolla, Kallal & Brady, 2012
- incertae sedis :
  - †Attopsis Heer, 1850
  - †Leucotaphus Donisthorpe, 1920
  - †Liaoformica Hong, 2002
  - †Longiformica Hong, 2002
  - †Magnogasterites Hong, 2002
  - †Orbicapitia  Hong, 2002
  - †Ovalicapito Hong, 2002
  - †Ovaligastrula Hong, 2002
  - †Protrechina Wilson, 1985
  - †Sinoformica Hong, 2002
  - †Sinotenuicapito Hong, 2002
  - †Wilsonia Hong, 2002